# ايف جاك
ايف جاك (بالإنجليزية: Yves Jacques)‏ (و. 1956 – م) هو ممثل، وممثل أفلام، من كندا، ولد في مدينة كيبك.

## وصلات خارجية
- ايف جاك على موقع IMDb (الإنجليزية)
- ايف جاك على موقع قاعدة بيانات الأفلام العربية
- ايف جاك على موقع ألو سيني (الفرنسية)
- ايف جاك على موقع أول موفي (الإنجليزية)
- ايف جاك على موقع قاعدة بيانات الأفلام السويدية (السويدية)
- ايف جاك على موقع ديسكوغز (الإنجليزية)
- ايف جاك على موقع قاعدة بيانات الفيلم (الإنجليزية)
- ايف جاك على موقع كينوبويسك (الروسية)